# Arlington (Minnesota)
Arlington és una població dels Estats Units a l'estat de Minnesota. Segons el cens del 2000 tenia 2.048 habitants.

## Demografia
Segons el cens del 2000, Arlington tenia 2.048 habitants, 828 habitatges, i 523 famílies. La densitat de població era de 537,9 habitants per km².
Dels 828 habitatges en un 31,4% hi vivien nens de menys de 18 anys, en un 51,8% hi vivien parelles casades, en un 7,9% dones solteres, i en un 36,8% no eren unitats familiars. En el 33,3% dels habitatges hi vivien persones soles el 19,1% de les quals corresponia a persones de 65 anys o més que vivien soles. El nombre mitjà de persones vivint en cada habitatge era de 2,39 i el nombre mitjà de persones que vivien en cada família era de 3,06.
Per edats la població es repartia de la següent manera: un 26,6% tenia menys de 18 anys, un 8,4% entre 18 i 24, un 27,1% entre 25 i 44, un 18,4% de 45 a 60 i un 19,5% 65 anys o més.
L'edat mediana era de 36 anys. Per cada 100 dones de 18 o més anys hi havia 81,3 homes.
La renda mediana per habitatge era de 37.632 $ i la renda mediana per família de 49.231 $. Els homes tenien una renda mediana de 31.603 $ mentre que les dones 20.888 $. La renda per capita de la població era de 18.458 $. Entorn del 3,7% de les famílies i el 7,5% de la població estaven per davall del llindar de pobresa.

## Poblacions més properes
El següent diagrama mostra les poblacions més properes.